# Stefan Jacobsson
Stefan Jacobsson (* 29. Oktober 1965) ist ein schwedischer Fußballtrainer.

## Sportlicher Werdegang
Als Spieler kam Jacobsson nicht über den Amateurbereich hinaus und war zunächst auch im Amateurbereich als Trainer tätig. Als Trainerassistent stieg er 2001 mit IFK Mariestad in die vierte Liga auf und etablierte sich dort mit dem Klub. 2004 wurde er Cheftrainer des Fünftligisten Tibro AIK, den er im ersten Jahr ebenso zum Aufstieg in die Viertklassigkeit führte. Nach dem Wiederabstieg 2007 verließ er den Verein und heuerte beim Drittligisten Skövde AIK an. Als Vizemeister der Spielzeit 2009 hinter Östers IF qualifizierte er sich mit der Mannschaft für die Relegation zur Superettan, mit zwei Niederlagen gegen den FC Trollhättan wurde der Sprung in die Zweitklassigkeit jedoch verpasst. In den folgenden Jahren konnte er den Erfolg nicht wiederholen und 2011 kam es zur Trennung. Anschließend übernahm er den Trainerposten beim Ligakonkurrenten Karlstad BK, bei dem er bis 2013 tätig war. 
2014 übernahm Jacobsson die Leitung der Nachwuchsakademie beim Degerfors IF. Im Sommer 2016 rückte er als Nachfolger von Sportdirektor Patrik Werner zum Cheftrainer des im Abstiegskampf befindlichen Zweitligisten auf. Am Ende der Spielzeit 2016 belegte der Klub den letzten Nichtabstiegsplatz, daraufhin wurde die Zusammenarbeit verlängert. In den folgenden Spielzeiten platzierte er sich mit der Mannschaft im mittleren Tabellenbereich. Nach Ende der Spielzeit 2019 verlängerte er den auslaufenden Vertrag nicht mehr und schloss sich dem Göteborger Ligakonkurrenten GAIS an. Nach einem zehnten Tabellenplatz im ersten Jahr rutschte er mit der Mannschaft in der Spielzeit 2021 in den Abstiegskampf. Zwei Spieltage vor Saisonende wurde er freigestellt und durch seinen bisherigen Assistenten Fredrik Holmberg ersetzt.
Anfang 2023 schloss sich Jacobsson dem Zweitligisten Trelleborgs FF als Assistent des neu verpflichteten Per-Ola Ljung an. Als dieser nach drei Punkten aus den ersten sechs Spielen der Spielzeit 2023 freigestellt wurde, übernahm er interimistisch die Nachfolge. Am Ende der Saison erreichte er mit der Mannschaft den achten Tabellenplatz, so dass er als Cheftrainer im Amt bestätigt wurde.